# 林塩
林 塩（はやし しお、女性、1904年〈明治37年〉10月14日 - 1992年〈平成4年〉5月8日）は、昭和期の看護師、政治家。参議院議員（1期）、日本看護協会会長。

## 経歴

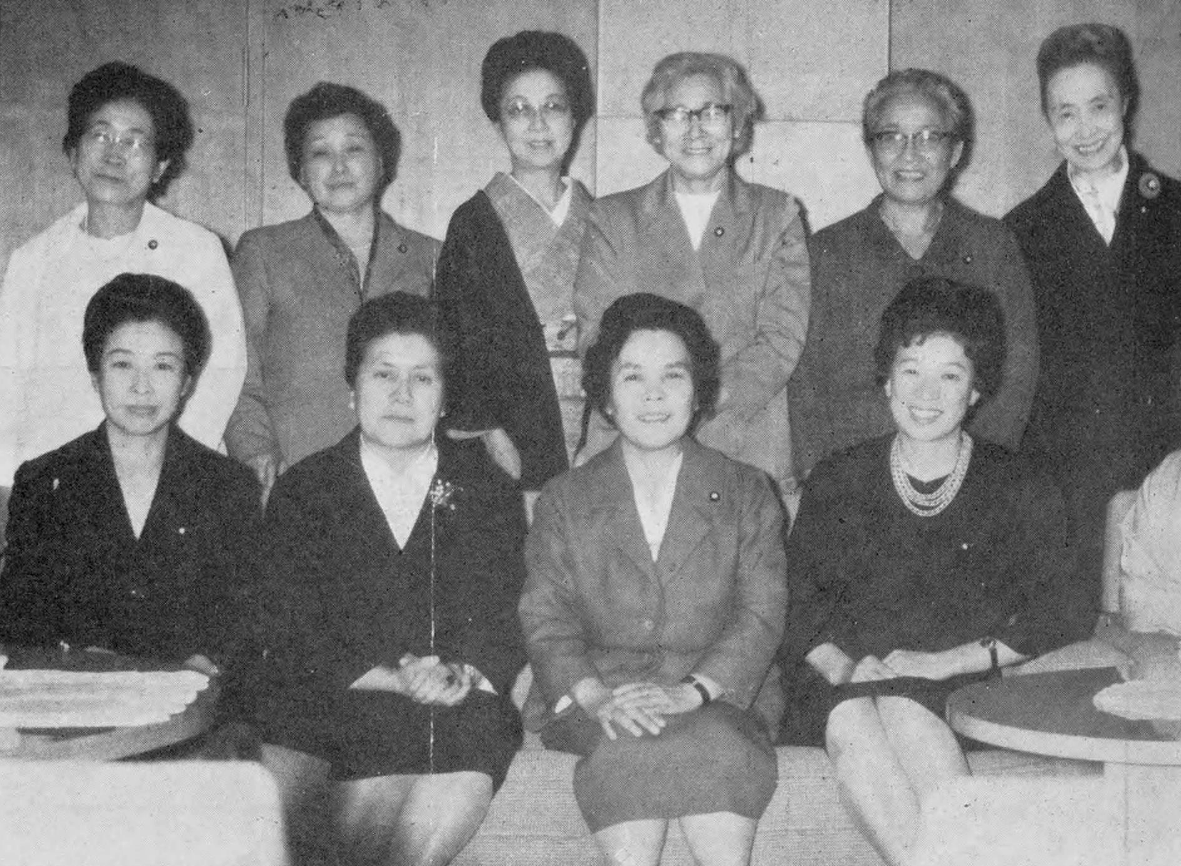
1963年12月11日、衆参婦人議員懇談会が参議院の議長公邸で開かれた。前列左から、粟山ひで、戸叶里子、本島百合子、山口シヅエ。後列左から、林塩、千葉千代世、中上川アキ、市川房枝、藤原道子、加藤シヅエ。

兵庫県神戸市奥平野で、弁護士の林松柏、千万（ちま）の第9子、五女として生まれる。1912（大正元年）9月に父が死去したため、兵庫中道通の中尾家の養女となるが、奥平野の山田家に預けられた後、1916年（大正5年）夏に淡路島洲本在住の母のもとに戻った。1919年（大正8年）3月、洲本尋常高等小学校を卒業し、地元の鐘淵紡績（のちカネボウ）の工場に事務員として就職した。
1922年（大正11年）4月、日本赤十字社大阪支部病院（現大阪赤十字病院）救護看護婦養成所（のち大阪赤十字看護専門学校）に入学（14回生）。1924年（大正13年）4月から結核性肋膜炎の治療を行い、同年10月には結核性腹膜炎の開腹手術を受けた。1925年（大正14年）3月に養成所を卒業し、淡路島に帰郷して静養した。同年7月、看護婦として日赤大阪支部病院の産院乳児院に新設された18号病棟に勤務。同年10月、激務のため病気再発が懸念されたため皮膚科外来に配置換えとなる。1927年（昭和2年）3月に発生した北丹後地震の日赤救護班に参加した。日赤の外国語学生制度に応募して合格し、1928年（昭和3年）4月、津田英学塾（現津田塾大学）予科に入学。1929年（昭和4年）4月に本科に進み、1932年（昭和7年）3月に卒業した。日赤大阪支部病院に戻り、新館10号病舎（眼科、小児科）の婦長として勤務。1934年（昭和9年）9月の室戸台風の際には堺市三宝浜へ応急救護班の一員として派遣された。1936年（昭和11年）4月、病院養成部の婦長に転任。1937年（昭和12年）7月、日中戦争の勃発に伴い召集され、日赤救護班員として第三病院船千歳丸に乗組みとなる。同年8月から活動し、1938年（昭和13年）3月に召集解除となり、大阪陸軍病院赤十字病院養成部に復帰した。養成部の勤務が過重になり、1939年（昭和14年）3月に急性腹膜炎を発症して同年6月まで入院し、療養後、1940年（昭和15年）3月、職場に復帰した。太平洋戦争下、本土空襲の中で赤十字病院は、鉄筋コンクートの建物以外は全て焼失した。
終戦を迎え、1945年（昭和20年）8月、神戸の捕虜収容所の患者を病院に収容することとなり、10日間ほど林ともう一人の婦長の二人が担当となった。同年11月、病院がGHQに接収され、養成所の生徒は高槻市阿武野の大阪赤十字病院阿武山分院（現在の高槻赤十字病院）および大阪市住吉区津守町（現在の住之江区東加賀屋）大阪市立桃山病院津守分院（のちの大阪市立住吉市民病院）の2ヶ所に分散し、林はもう一人の婦長と二年生の第1班組数十名と共に阿武山分院に移転した。同年、大阪で実習中の第2班組でストライキが起こり、林が解決に当たった。しかし、1946年（昭和21年）3月の卒業審査会の際に、ストライキ参加者への卒業証書の授与を行わないことが論じられると、そのことに反対意見を述べて、責任をとって辞職することを申し出て卒業が認められた。
日赤を退職後、1946年秋に富山県東礪波郡出町（現砺波市）に設けられた近在の女性たち（多くは戦争未亡人）が自活するための手芸講習所兼工房で、フランス刺繍のカットワーク理論の講師となった。しかし林は手芸が得意ではなく、理論だけを教えていることに耐えられず、自らも手芸の習熟に取り組もうとしたが思うようにいかなかった。
1946年11月、日赤本社にアメリカ赤十字社から派遣された看護コンサルタント、エディス・オルソンの通訳として日赤に復帰した。日頃から考えていた看護婦の主体性を生かす看護教育システムへの変更を実現するため、自ら日赤の看護婦養成課長に推薦し、紆余曲折を経て1947年（昭和22年）3月に養成課長に就任した。本社での看護婦短期講習会の開催、赤十字家庭看護事業の推進などに尽力した。
その後、エモリー大学に留学。1953年（昭和28年）日本看護協会会長に就任。その他、日本看護連盟会長、厚生省看護審議会会長、国際看護師協会理事などを務めた。
1959年（昭和34年）6月の第5回参議院議員通常選挙で全国区から無所属で出馬して落選。1962年（昭和37年）7月の第6回通常選挙に出馬して当選し、第二院クラブ、自由民主党に所属して参議院議員を1期務めた。その後、第8回通常選挙に立候補したが落選した。
1974年（昭和49年）秋の叙勲で勲三等宝冠章受章（勲八等からの昇叙）。
1992年5月8日死去、87歳。死没日をもって正五位に叙される。

## 著作
- 『わが白衣の半生』〈この道幾山河〉、日本医療事務管理士協会、1974年。
- 『看護はひとつ』〈この道幾山河〉、林塩自叙伝刊行会、1976年。